# Jānis Lūsis
Jānis Lūsis (Jelgava, 1939. május 19. – 2020. április 29.) szovjet színekben olimpiai és Európa-bajnok lett atléta, gerelyhajító. Az egyetlen férfi atléta, aki ugyanabban a versenyszámban négyszer nyert Európa-bajnokságot.

## Sportpályafutása
1957-ben kezdte profi sportolói karrierjét. 1961-ben végzett a Lett Testnevelési Főiskolán. Négy nyári olimpián vett részt, háromszor érmet nyert. A Szovjetunió színeiben az 1964-es tokiói olimpián bronzérmet, az 1968-as mexikói olimpián aranyérmet, az 1972-es müncheni olimpián ezüstérmet szerzett.
Az 1962-es, 1966-os, 1969-es és az 1971-es szabadtéri atlétikai Európa-bajnokságon is aranyérmet nyert. Tizenkétszeres (1962–1966, 1968–1973, 1976) szovjet bajnok lett gerelyhajításban. Kétszer döntötte meg a férfi gerelyhajítás világrekordját. 1968-ban 91,68 métert, majd 1972-ben 93,8 métert ért el, utóbbi Lūsis egyéni csúcsa. 1968-ban a szezon tizenegy legnagyobb dobását Lūsis érte el.
Élsportolói karrierjét az 1976-os montréali olimpia után fejezte be, ahol férfi gerelyhajításban a 8. helyezést érte el. Ezt követően edzőként dolgozott.
A Nemzetközi Atlétikai-szövetség szavazásán 1987-ben minden idők legjobbjának választotta a versenyágában, 1998-ban beválasztották az atlétika dicsőségcsarnokának (Hall of Fame) tagja közé.

### Rekordjai
- 91,98 m (1968. június 23., Saarijarvi) világcsúcs
- 93,80 m (1972. július 6., Stockholm) világcsúcs

## Magánélete
Felesége, Elvīra Ozoliņa szintén gerelyhajító, aki 1960-ban Rómában olimpiai bajnoki címet szerzett. Fia, Voldemārs Lūsis szintén gerelyhajító atléta, részt vett a 2000-es Sydney-i és a 2004-es athéni nyári olimpián.
Rákbetegség következtében hunyt el 2020. április 29-én, 81 éves korában.